# 埃斯帕諾拉 (佛羅里達州)
埃斯帕諾拉（英語：Espanola）是位於美國佛羅里達州弗萊格勒縣的一個非建制地區。該地的面積和人口皆未知。

## 地理
埃斯帕諾拉的座標為29°30′25″N 81°18′35″W / 29.50694°N 81.30972°W，而該地的平均海拔高度為11米（即36英尺）。